# نقع الزهر
نقع الزهر هي عملية تستخدم الدهون عديمة الرائحة التي تكون صلبة في درجة حرارة الغرفة لالتقاط المركبات العطرية التي تفرزها النباتات. يمكن أن يكون النقع بارداً أو ساخناً.